# Jacek Michałowski (zm. 1661)
Jacek (Hiacynt) Michałowski herbu Jasieńczyk (zm. w 1661 roku) – stolnik różański, starosta krzepicki w latach 1654–1661, starosta czerski w 1653 roku, starosta kłobucki, rotmistrz królewski.
Immatrykułował się w Akademii Zamojskiej w 1624/1625, w Akademii Krakowskiej w 1627/1628 roku, na Uniwersytecie w Ingolstadt w 1630 roku, na Uniwersytecie w Bolonii w 1633 roku, podróżował do Wenecji.
Poseł województwa lubelskiego na sejm 1653 roku.